# Salvatore Esposito (Fußballspieler, 2000)
Salvatore Esposito (* 7. Oktober 2000 in Castellammare di Stabia) ist ein italienischer Fußballspieler, der bei Spezia Calcio in der italienische Serie B unter Vertrag steht. 

## Karriere

### Nationalmannschaft
2015 absolvierte Esposito vier Partien für die italienische U16-Nationalmannschaft. Er lief von 2019 bis 2023 zudem für die U19-, U20- und U21-Auswahl Italiens auf. Mit der U20 nahm er an der U-20-Fußball-Weltmeisterschaft 2019 teil.
Im Mai 2022 wurde Esposito, obwohl er zu diesem Zeitpunkt noch kein Spiel in der Serie A absolviert hatte, von Nationaltrainer Roberto Mancini zu einem Lehrgang der italienischen A-Nationalmannschaft berufen. Nach Ende des Lehrgangs verblieb er für die vier anstehenden Partien in der UEFA Nations League 2022/23 bei der Nationalmannschaft. Am 11. Juni 2022 debütierte er mit 21 Jahren für die Azzurri im Spiel gegen England. Seitdem wurde er nicht mehr berücksichtigt.

## Familie
Er ist Sohn des ehemaligen Fußballspielers und -trainers Agostino Esposito. Seine Brüder Sebastiano und Francesco Pio sind ebenfalls Fußballspieler.